# Danh sách cuộc viếng thăm Việt Nam của Tổng thống Hoa Kỳ

Con dấu của Tổng thống Hoa Kỳ

Tổng thống Hoa Kỳ thăm Việt Nam là các chuyến thăm của các Tổng thống Hoa Kỳ đến Việt Nam vào những thời điểm, hoàn cảnh khác nhau, với những chính thể và những chuyến đi đó cũng có những mục đích, tác động khác nhau. Tính đến tháng 9 năm 2023, đã có 7 vị Tổng thống Hoa Kỳ với 8 lần viếng thăm Việt Nam. Ngoài ra, cựu Tổng thống Hoa Kỳ George H. W. Bush (Bush cha) sau khi mãn nhiệm cũng đã đi thăm Việt Nam vào năm 1996 sau khi 2 nước bình thường hoá quan hệ.

## Tổng quan
| STT | Lần thăm thứ | Tổng thống                 | Hình ảnh             | Ngày bắt đầu         | Ngày kết thúc        | Điểm đến                     | Ảnh | Ghi chú |
| --- | ------------ | -------------------------- | -------------------- | -------------------- | -------------------- | ---------------------------- | --- | --- |
| 1   | 1            | Lyndon Baines Johnson      |                      | 25 tháng 10 năm 1966 | 25 tháng 10 năm 1966 | Cam Ranh                     | | Thăm Việt Nam Cộng hòa |
| 1   | 2            | Lyndon Baines Johnson      | 23 tháng 12 năm 1967 | 23 tháng 12 năm 1967 |                      | Cam Ranh                     | | Thăm Việt Nam Cộng hòa |
| 2   | 3            | Richard Milhous Nixon      |                      | 30 tháng 7 năm 1969  | 30 tháng 7 năm 1969  | Sài Gòn                      | | Thăm Việt Nam Cộng hòa |
| 3   | 4            | William Jefferson Clinton  |                      | 16 tháng 11 năm 2000 | 19 tháng 11 năm 2000 | Hà Nội Thành phố Hồ Chí Minh | | Tổng thống Hoa Kỳ đầu tiên thăm Cộng hòa Xã hội chủ nghĩa Việt Nam kể từ khi hai nước bình thường hóa quan hệ ngoại giao. |
| 4   | 5            | George Walker Bush         |                      | 17 tháng 11 năm 2006 | 20 tháng 11 năm 2006 | Hà Nội                       | | Thăm Cộng hòa Xã hội chủ nghĩa Việt Nam. Tham dự Hội nghị APEC 2006                                                       |
| 5   | 6            | Barack Hussein Obama       |                      | 23 tháng 5 năm 2016  | 25 tháng 5 năm 2016  | Hà Nội Thành phố Hồ Chí Minh | | Thăm Cộng hòa Xã hội chủ nghĩa Việt Nam.                                                                                  |
| 6   | 7            | Donald John Trump          |                      | 10 tháng 11 năm 2017 | 12 tháng 11 năm 2017 | Đà Nẵng Hà Nội               | | Thăm Cộng hòa Xã hội chủ nghĩa Việt Nam. Tham dự Hội nghị APEC 2017                                                       |
| 6   | 8            | Donald John Trump          | 26 tháng 2 năm 2019  | 28 tháng 2 năm 2019  | Hà Nội               |                              | Thăm Cộng hòa Xã hội chủ nghĩa Việt Nam. Tham dự Hội nghị thượng đỉnh Triều Tiên - Hoa Kỳ Việt Nam 2019 | |
| 7   | 9            | Joseph Robinette Biden Jr. |                      | 10 tháng 9 năm 2023  | 11 tháng 9 năm 2023  | Hà Nội                       | | Thăm Cộng hòa Xã hội chủ nghĩa Việt Nam.                                                                                  |

## Chi tiết

### Lyndon Baines Johnson

#### Cương vịPhó Tổng thống Hoa Kỳ
Ông Johnson đến Miền Nam Việt Nam lần đầu tiên ngày 12 tháng 5 năm 1961, lúc ông còn là Phó Tổng thống Hoa Kỳ. Ông đã gặp ông Ngô Đình Diệm và coi ông Diệm như là một Winston Churchill của Châu Á lúc ấy.
Ông hứa Mỹ sẽ có thêm hỗ trợ quân sự để giúp chính quyền ông Diệm chống Việt Nam Dân Chủ Cộng Hòa. Về lại Mỹ, ông nhắc lại thuyết domino và cho rằng nếu không giữ được miền Nam Việt Nam có thể Mỹ phải chiến đấu với những người cộng sản ngay tại cửa ngõ của mình.
Cũng vì quá lo sợ sự bành trướng của chủ nghĩa cộng sản, sau khi lên làm tổng thống, ông đã cho đưa nhiều quân vào miền Nam.
Trong cuốn Vietnam: A History, tác giả Stanley Karnow cho rằng trong cuộc gặp với ông Johnson, ông Diệm đã không mặn mà với ý tưởng đưa lính Mỹ vào miền Nam vì là người nặng chủ nghĩa dân tộc, ông không muốn sự hiện diện quá đông của quân Mỹ trên đất nước mình.

#### Cương vịTổng thống Hoa Kỳ(lần 1)

Lyndon B. Johnson tại Cam Ranh 1966

Sau khi Tổng thống John F. Kennedy bị ám sát ngày 22 tháng 11 năm 1963, ông Johnson lên làm tổng thống. Trước đó ba tuần, ông Ngô Đình Diệm cũng bị giết hại. Sau vụ ám sát này, tình hình ở Miền Nam Việt Nam càng trở nên phức tạp, tồi tệ, cuộc chiến càng trở nên khốc liệt. Số lượng lính Mỹ ở Việt Nam cũng tăng nhanh.
Vào ngày 25 tháng 10 năm 1966, ông Johnson đã bất ngờ tới căn cứ quân sự Cam Ranh chỉ trong vòng hai tiếng rưỡi để thăm hỏi, cảm ơn và động viên lính Mỹ.
Ông đến Việt Nam từ Manila, nơi ông có hội nghị với lãnh đạo nước đồng minh (Úc, Philippines, Thái Lan, New Zealand, Hàn Quốc và Việt Nam Cộng Hòa). Tại đó Mỹ và những nước này hứa sẽ rút quân khỏi miền Nam trong sáu tháng nếu Việt Nam Dân Chủ Cộng Hòa cũng hoàn toàn rút lực lượng của mình khỏi miền Nam.

#### Cương vịTổng thống Hoa Kỳ(lần 2)
Ông Johnson sang Việt Nam lần thứ hai và cũng là lần cuối cùng trên cương vị tổng thống khi ông tới Cam Ranh ngày 23 tháng 12 năm 1967.
Khi ông Johnson lên làm tổng thống năm 1963, số lính Mỹ ở Việt Nam chỉ có 16.000. Nhưng bốn năm sau con số ấy đã lên hơn 500.000. Tuy vậy, vào giữa mùa thu năm 1967, ông đã biết cuộc chiến của Mỹ ở Việt Nam rất khó thành công. Và chuyến đi này cũng không làm ông thay đổi suy nghĩ đó.
Sau sự kiện Tết Mậu Thân năm 1968, phong trào phản chiến ở Mỹ lan rộng, uy tín của ông Johnson sụt giảm. Dù ông vẫn được quyền tái cử, ông Johnson đã quyết định không tranh cử chức tổng thống năm 1968.
Ứng viên Dân chủ tranh chức tổng thống năm đó là Phó Tổng thống Hubert Humphrey, Phó Tổng thống dưới thời ông Johnson. Nhưng Humphrey đã thất cử trước ứng viên Cộng hòa Richard Nixon.

### Richard Milhous Nixon

#### Cương vịPhó Tổng thống Hoa Kỳ
Ông Richard Nixon là người có khá nhiều liên hệ với Chiến tranh Việt Nam. Theo một số tài liệu ông Nixon đã đến Việt Nam bảy lần trước khi lên làm tổng thống. Một trong những lần đó là vào tháng 10 tháng 1953, khi ông sang thăm ba nước Đông Dương và ghé Sài Gòn và Hà Nội. Đây cũng là chuyến đi nước ngoài đầu tiên của ông với tư cách là Phó Tổng thống.
Ông cũng sang Sài Gòn vào tháng 7 năm 1956 và gặp Tổng thống Ngô Đình Diệm. Theo David F. Schmitz, tác giả của cuốn Richard Nixon and the Vietnam War: The End of the American Century, trong chuyến đi ấy, ông Nixon cho rằng việc thành lập một nhà nước cộng hòa, phi cộng sản ở miền Nam Việt Nam đã giúp ngăn chặn sự bành trướng của chủ nghĩa cộng sản ở Đông Nam Á.

#### Cương vịTổng thống Hoa Kỳ

Richard M. Nixon bắt tay binh lính 30 tháng 7 năm 1969

Lần đầu tiên và cũng là duy nhất ông Nixon sang miền Nam trên cương vị tổng thống là vào tháng 7 năm 1969 khi ông công du tới một số nước, lãnh thổ Châu Á, trong đó có đảo Guam.
Trong chuyến thăm kéo dài chỉ 5 giờ rưỡi không được sắp đặt trước vào ngày 30 tháng 7, ông đã gặp Nguyễn Văn Thiệu để bàn việc rút thêm lính Mỹ khỏi miền Nam. Ông cũng gặp các chỉ huy quân sự của Mỹ để trao đổi những thay đổi về chiến thuật của Mỹ.
Trước đó, vào ngày 25 tháng 7, khi thăm đảo Guam, ông đã công bố Học thuyết Nixon (hay còn được gọi Học thuyết Guam). Điểm chính yếu của học thuyết này là Mỹ chỉ giúp bảo vệ và phát triển các nước đồng minh. Nhưng các quốc gia này phải có trách nhiệm tự quyết định, bảo đảm an ninh của mình.
Việt Nam hóa chiến tranh - theo đó lính Mỹ sẽ dần dần rút khỏi miền Nam và được thay thế bằng Quân lực Việt Nam Cộng Hòa - cũng xuất phát từ học thuyết này.
Theo Stephen E. Ambrose, tác giả cuốn Nixon: The triumph of a politician, 1962-1972, xuất bản năm 1989, tuy Mỹ chịu nhiều thương vong, trong chuyến đi này ông vẫn cho rằng cuộc chiến là chính đáng vì nó giúp "người dân miền Nam Việt Nam tự quyết định con đường của mình" và cũng "giới hạn nguy cơ có thêm nhiều cuộc chiến trong tương lai".
Nhưng biết sẽ khó thắng và một phần vì muốn tìm một lối thoát cho cuộc chiến đẫm máu, ông Richard Nixon và Henry Kissinger, cố vấn an ninh quốc gia của ông, đã ký Hiệp định Paris năm 1973.

### William Jefferson Clinton

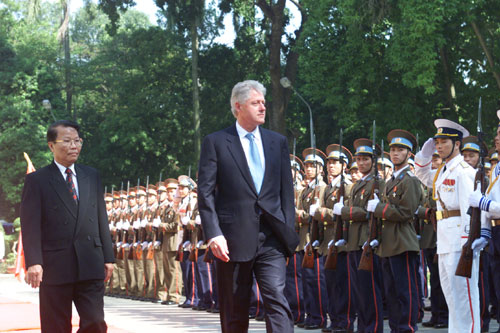
Tổng thống Bill Clinton và chủ tịch nước Trần Đức Lương trong lễ nghi gặp mặt tại Hà Nội, Việt Nam, 17/11/2000

Tổng thống Clinton là người quyết định thiết lập quan hệ ngoại giao với Việt Nam. Năm 2000, ông Clinton đã sang thăm Việt Nam (từ 16 đến 19 tháng 11). Đây cũng là lần đầu tiên một tổng thống Mỹ tới Việt Nam sau thời chiến.
Chuyến đi lịch sử này vừa giúp hai cựu thù hàn gắn những vết thương, nghi ngờ chiến tranh để lại. Nó vừa giúp hai bên phát triển, đẩy mạnh quan hệ song phương trên nhiều lĩnh vực.
Chẳng hạn, theo số liệu Tổng cục thống kê Việt Nam, năm 1995, thương mại giữa hai nước chỉ 200 triệu USD. Năm 2015, con số ấy lên tới 43.5 tỷ USD.
Quan hệ Việt-Mỹ chắc chắn sẽ không phát triển, gần gũi, thân thiện như hôm nay nếu như ông Clinton không dám mạnh dạn bỏ lệnh cấm vận, thiết lập quan hệ ngoại giao với Việt Nam hơn 20 năm trước.
Phát biểu dịp kỷ niệm 20 năm thiết lập quan hệ ngoại giao Mỹ-Việt tại Hà Nội, ông đã nói việc thiết lập quan hệ ngoại giao với Việt Nam là một trong những thành công quan trọng nhất trong hai nhiệm kỳ tổng thống của ông.
Sau chuyến thăm lịch sử năm 2000, cựu Tổng thống Bill Clinton cũng đã nhiều lần sang Việt Nam.

### George Walker Bush

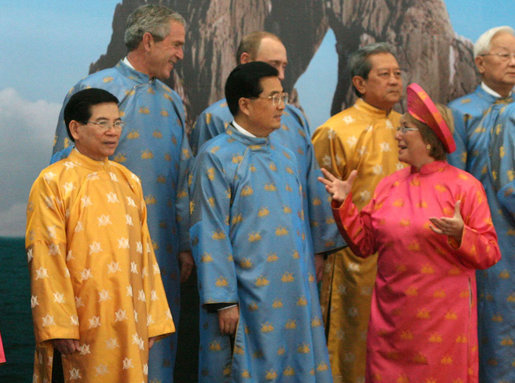
George W. Bush cùng Vladimir Putin, Nguyễn Minh Triết, Michelle Bachelet và Hồ Cẩm Đào tại Hà Nội 2006

Tổng thống Bush thăm Việt Nam từ ngày 17 đến 20 tháng 11 năm 2006. So với chuyến thăm của ông Clinton năm 2000, chuyến đi này ít quan trọng, ý nghĩa hơn. Ông Bush đến Việt Nam năm đó cũng để tham dự Hội nghị thượng đỉnh APEC.
Ông Bush đã rất ngạc nhiên, vui mừng về sự cởi mở, thân thiện, trẻ trung, năng động mà ông chứng kiến trong những ngày ở Việt Nam.
Trả lời báo chí, ông cho biết một điều làm ông "thấy thật thú vị là khi biết các con của Thủ tướng Việt Nam được học ở Mỹ. Thủ tướng Việt Nam, như tôi hiểu, thì ngày xưa thuộc lực lượng Việt Cộng, nay gửi các con ông sang nước chúng tôi học tập, và một trong các cháu đã kết hôn với một người Mỹ gốc Việt".
Có thể so với Tổng thống Clinton, ông Bush không có tác động nhiều lên quan hệ Mỹ-Việt. Nhưng ông cũng đóng một vai trò quan trọng trong việc giúp Việt Nam gia nhập Tổ chức thương mại thế giới năm đó.

### Barack Hussein Obama

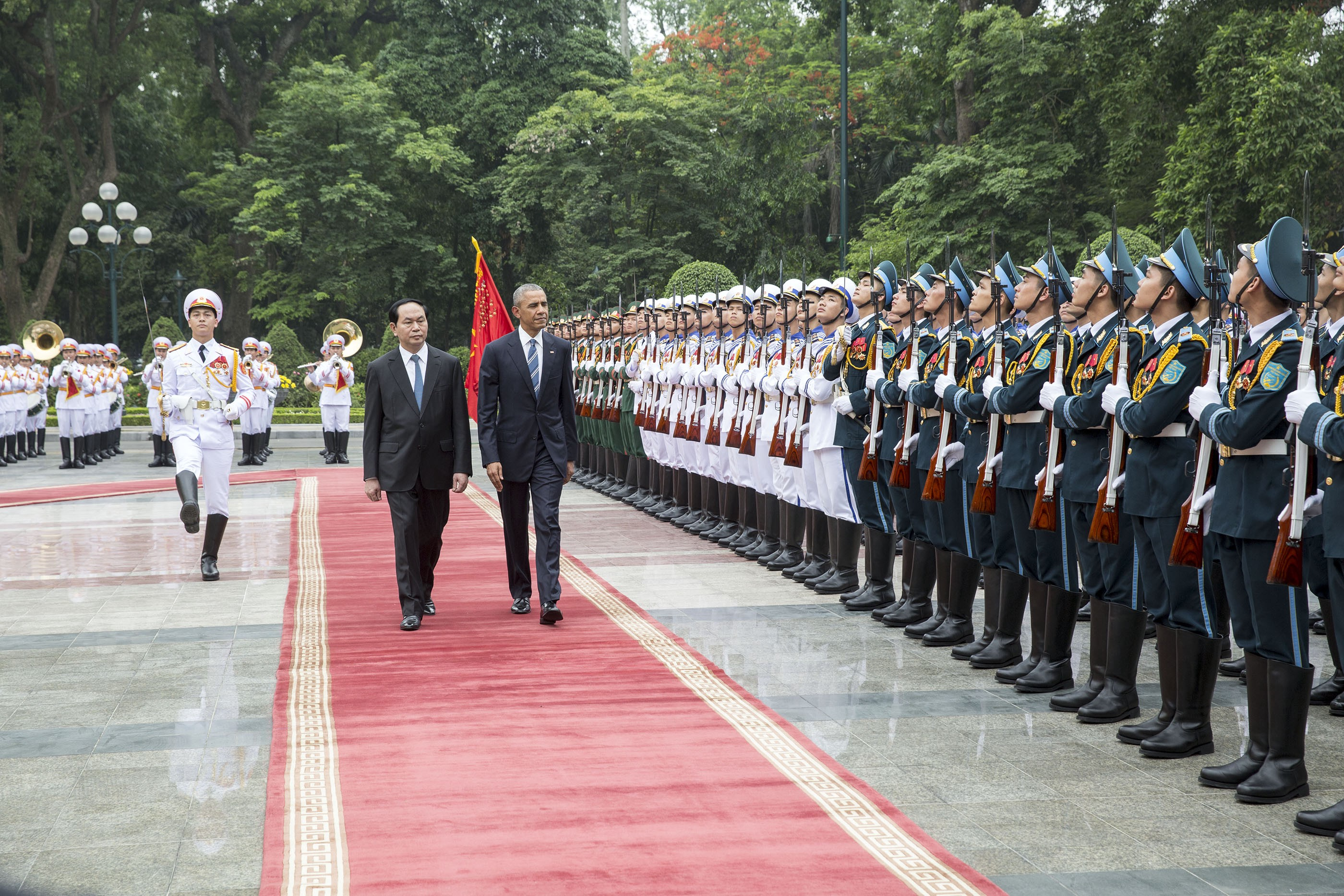
Tổng thống Barack Obama và chủ tịch nước Trần Đại Quang trong lễ nghi gặp mặt tại Hà Nội, Việt Nam, 23/5/2016

Chuyến thăm Việt Nam của Barack Obama 2016 là một chuyến đi lịch sử, đánh dấu hai thập niên bình thường hóa quan hệ Việt Nam - Hoa Kỳ bắt đầu từ ngày 22 đến 25 tháng 5 năm 2016.
Thông cáo của Nhà Trắng nêu lên rằng chuyến thăm Việt Nam và Nhật Bản nêu bật cam kết của Tổng thống Obama đối với chiến lược tái cân bằng sang châu Á - Thái Bình Dương, và có mục đích gia tăng sự hợp tác về ngoại giao, kinh tế và an ninh với các quốc gia trong khu vực.
Tổng thống Hoa Kỳ được cho là đã tạo ra một 'cơn sốt' ở Việt Nam khi ông tới thăm Hà Nội và TP. Hồ Chí Minh từ ngày 23-25 tháng 5.
Thành tựu:
- Gỡ bỏ hoàn toàn lệnh cấm vận vũ khí đối với Việt Nam.
- Đoàn Hòa Bình (Peace Corps) thiết lập hoạt động tại Việt Nam.
- VietJet đặt mua 100 Boeing 737 MAX 200
- Cấp phép hoạt động Đại học Fulbright Việt Nam

### Donald John Trump

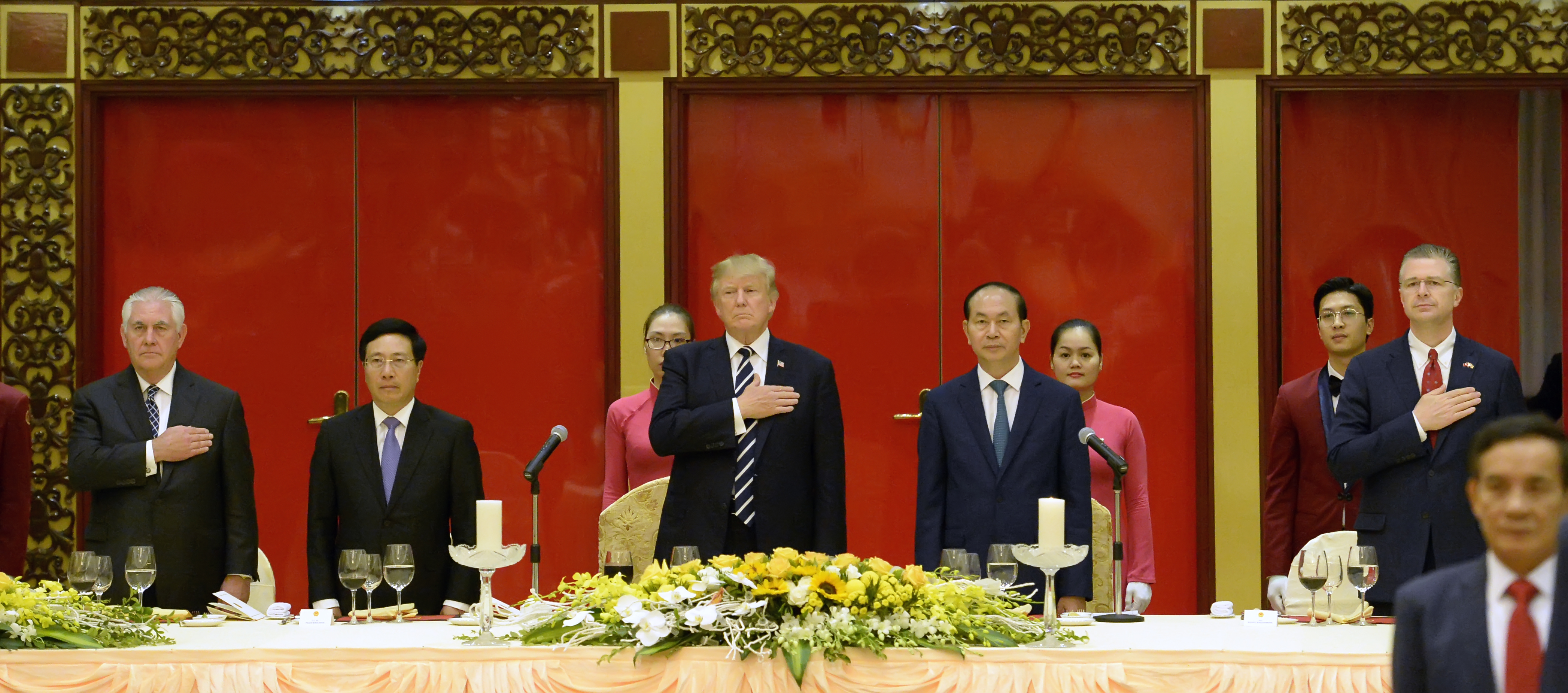
Tổng thống Donald Trump và chủ tịch nước Trần Đại Quang trong buổi Quốc yến tại Hà Nội, Việt Nam, 11/11/2017

Tổng thống Donald Trump thăm Việt Nam từ ngày 10 đến 12 tháng 11 năm 2017. Một lần nữa, Tổng thống Trump thăm Việt Nam từ ngày 26 đến 28 tháng 2 năm 2019. So với chuyến thăm của ông Clinton năm 2000 và ông Obama năm 2016, chuyến đi này ít quan trọng, ý nghĩa hơn. Ông Donald Trump đến Việt Nam năm 2017 cũng để tham dự Hội nghị thượng đỉnh APEC Việt Nam 2017 và một lần nữa, ông Donald Trump đến Việt Nam năm 2019 cũng để tham dự Hội nghị thượng đỉnh Triều Tiên-Hoa Kỳ tại Hà Nội năm 2019 với Chủ tịch Cộng hòa Dân chủ nhân dân Triều Tiên Kim Jong-un.

### Joseph Robinette Biden Jr.

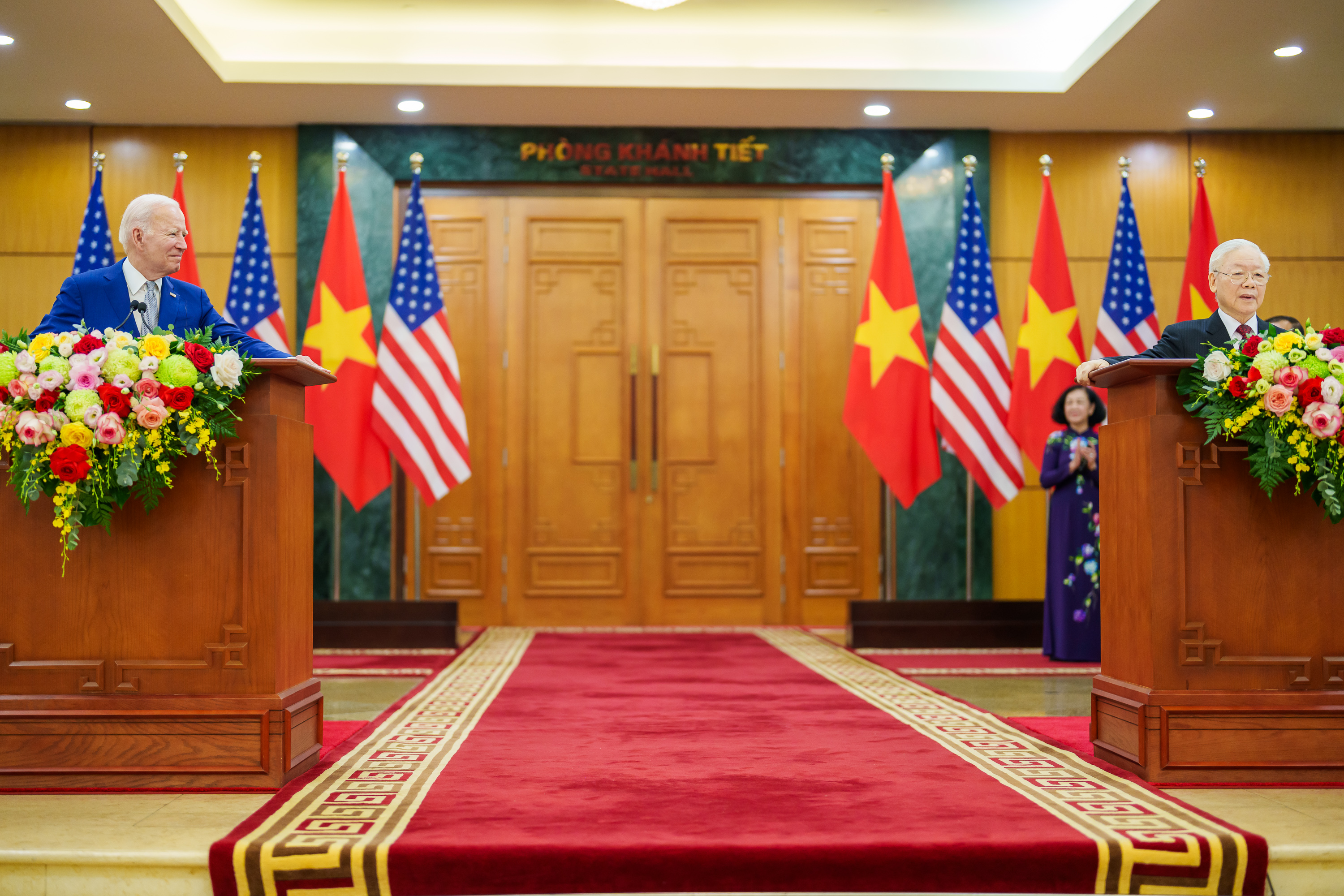
Tổng thống Hoa Kỳ Joe Biden và Tổng Bí thư Nguyễn Phú Trọng trả lời báo chí sau hội đàm, ngày 10 tháng 9 năm 2023

Tổng thống Joe Biden thăm Việt Nam từ ngày 10 đến 11 tháng 9 năm 2023 theo lời mời của Tổng Bí thư Nguyễn Phú Trọng, đánh dấu lần đầu tiên một Tổng thống Hoa Kỳ thăm Việt Nam theo lời mời của Tổng Bí thư Đảng Cộng sản Việt Nam.
Tổng thống Biden thăm Việt Nam nhân kỷ niệm 10 năm hai nước xác lập quan hệ đối tác toàn diện. Cũng trong dịp này, ông cùng Tổng Bí thư Nguyễn Phú Trọng đã ra tuyên bố chung, chính thức nâng cấp quan hệ ngoại giao hai nước lên đối tác chiến lược toàn diện.
Sáng ngày 11 tháng 9, ông Biden lần lượt gặp Thủ tướng Phạm Minh Chính, Chủ tịch nước Võ Văn Thưởng, Chủ tịch Quốc hội Vương Đình Huệ. Chiều cùng ngày, ông lên máy bay Air Force One về Hoa Kỳ, kết thúc tốt đẹp chuyến thăm.
Chuyến thăm được đánh giá là "đặc biệt", "lịch sử" và có nhiều ý nghĩa quan trọng dù chỉ gói gọn trong 24 tiếng.